# HD40873
HD40873 — подвійна зоря. 
Ця подвійна система має видиму зоряну величину в смузі V приблизно 6,4.
Вона розташована на відстані близько 393,9 світлових років від Сонця.

## Подвійна зоря
Головна зоря цієї системи належить до хімічно пекулярних зір й має спектральний клас A5.
Інша компонента має  спектральний клас A8.

## Фізичні характеристики
Зоря HD40873 обертається 
досить швидко 
навколо своєї осі. Проєкція її екваторіальної швидкості на промінь зору становить  Vsin(i)=134км/сек.